# Головатюк, Андрей Михайлович
Андрей Михайлович Головатюк (род. 17 декабря 1968, Фергана) — советский и российский политический деятель, депутат Государственной Думы ФС РФ четвёртого созыва (2003—2007).

## Биография
Окончил новосибирское высшее военное командное училище внутренних войск МВД СССР.
С 1985 по 2003 год служил в воинских частях и подразделениях оперативного, специального назначения и разведки Внутренних войск МВД, ветеран боевых действий (конфликты на территории СССР, осетино-ингушский конфликт, обе чеченские кампании).
Был начальником штаба отряда «Витязь».
Был помощником депутата Евгения Логинова.
Участвовал в освобождении заложников в Норд-Осте в 2002 году.

### Депутат Государственного думы
В 2003 году баллотировался в Государственную думу России четвёртого созыва от ЛДПР, номер 7 Центрального списка партии.
В 2007 году баллотировался в Государственную думу России пятого созыва от ЛДПР, первый по Региональной группе № 17 (Воронежская область). Избран не был.
С 2008 по 2009 год работал заместителем начальника Контрольного Управления Центральной Избирательной комиссии РФ.
С 2009 по 2012 работал председателем ЦКРК ДОСААФ.
С 2012 по 2014 год был вице-председателем ДОСААФ.
С 2015 года заместитель генерального директора ГКУ «АМПП».
Награждён множеством боевых и гражданских наград, в том числе медалью «Ветеран ЛДПР» и медалью ордена «За заслуги перед Отечеством» I степени (2006).